# Anreizregulierung
Die Anreizregulierung ist ein behördliches Instrument der Marktregulierung monopolistischer Märkte. In Deutschland wird es seit Januar 2009 zur Festsetzung der Netznutzungsentgelte für Strom und Gas angewendet; dieses Instrument soll zu sinkenden Energiepreisen für Verbraucher führen. Auch neue Strom- und Gasanbieter und die erneuerbaren Energien sollen davon profitieren. Für die Schieneninfrastruktur ist eine Anreizregulierung in der Diskussion.

## Anreizregulierung bei Energienetzen
Netze gelten als natürliche Monopole, die einer staatlichen Regulierung unterliegen sollen. Die Anreizregulierung soll Anreize zu Kostensenkungen bei den Betreibern von Gas- und Stromnetzen schaffen, um diese an Verbraucher weiterzugeben. Den Netzbetreibern werden dazu Obergrenzen für ihre Entgelte (Price Caps) oder die Obergrenzen für Erlöse (Revenue Caps) vorgegeben. In Deutschland sind für die rund 1.600 Netzbetreiber Erlösobergrenzen vorgesehen. Ein bundesweiter Effizienzvergleich ermittelt unternehmensindividuelle Schätzungen für die Kosteneffizienz. Alle Netzbetreiber müssen sich dann am effizientesten Betreiber messen. Weniger effiziente Unternehmen haben wenige Jahre Zeit, um die von der Bundesnetzagentur als zuständiger Behörde ermittelte individuelle Ineffizienz abzubauen. Zusätzlich wird die Erlösobergrenze jedes Netzbetreibers jährlich um einen von der Regulierungsbehörde festgelegten Prozentsatz (sektoraler Produktivitätsfaktor) abgesenkt.
Reine Kostensenkungsinstrumente können zu Qualitäts- und Stabilitätsverlusten im Netz führen. Zur Sicherstellung von nötigen Netzinvestitionen sind deshalb bestimmte Regelungen vorgesehen (Investitionspauschalen und Ausnahmegenehmigungen). Eine zusätzliche Qualitätsregelung ermöglicht der Regulierungsbehörde je nach ermittelter Netzqualität Zu- oder Abschläge auf die Netzerlöse einzelner Unternehmen. Kleine Netzbetreiber können an einem vereinfachten Verfahren teilnehmen.

## Hintergrund
Laut Statistischem Bundesamt sind die Energiekosten für Verbraucher seit dem Jahr 2000 um über 30 Prozent gestiegen. 2005 gaben Privathaushalte 6,3 Milliarden Euro mehr für Energie aus als im Jahr davor. Die Netzkosten machen beim Strom rund ein Drittel und beim Gas etwa ein Viertel an der Energierechnung aus. Die Netzbetreiber nahmen 2006 rund 21 Milliarden Euro Netzentgelte ein, reinvestierten jedoch nur rund ein Zehntel dieser Summe in die Netze. Das wird als Indiz für fehlenden Wettbewerb auf dem Energiemarkt und überhöhte Netzentgelte gewertet.

Anteil der Netzentgelte am Strom- und Gaspreis für Privathaushalte

Die Strom- und Gasnetze waren in der Hand weniger großer Energiekonzerne. Die Übertragungsnetze (380-Kilovolt-Ebene) waren bis zum Jahr 2009 ausschließlich im Besitz der vier großen Konzerne E.ON, RWE, Vattenfall und EnBW. Gleichzeitig verfügten sie über 80 Prozent der Kraftwerksleistung. Der Vorwurf: Ihre monopolartige Stellung führe zu überhöhten Gebühren für die Durchleitung von Gas und Strom sowie zur Behinderung des Wettbewerbs und der Einspeisung erneuerbarer Energien; die Netze seien nicht effizient. Kleine Stadtwerke, die oft am Ende der Kette stehen und regionale Netze betreiben, hätten in dieser Situation das Nachsehen.

## Anreizregulierungsverordnung (ARegV)
Die Anreizregulierungsverordnung (ARegV) setzt eine Erlösobergrenze für die betroffenen Unternehmen, die den gesamten zulässigen Netzkosten einschließlich kalkulatorischen Abschreibungen und Eigenkapitalverzinsung entspricht. Die Erlösobergrenze eines Unternehmens, die ein Betreiber mit den Erlösen aus Netzentgelten und sonstigen Erlösen decken darf, wird vor Beginn der Regulierungsperioden für jedes Jahr der kommenden Regulierungsperiode ermittelt, wobei eine Regulierungsperiode fünf Jahre dauert. Eine individuelle Anpassung der Erlösobergrenzen an die Preisentwicklung kann durch den Netzbetreiber vorgenommen werden. Ergeben sich darüber hinaus unvorhergesehene Änderungen, kann eine Anpassung beantragt werden, um unzumutbare Härten zu vermeiden. Auch die Regulierungsbehörde kann Anpassungen nach Qualitätskriterien vornehmen.
Die Erlösobergrenze wird bei den Unternehmen durch eine Kostenprüfung ermittelt. Die Daten müssen von einem Wirtschaftsprüfer bestätigt sein. Die Differenz zwischen Erlösobergrenze und tatsächlichem Erlös wird von der Bundesnetzagentur jährlich auf einem Regulierungskonto eingetragen. Übersteigen die tatsächlichen Erlöse die Obergrenze um fünf Prozent bei Gas und Strom, müssen unverzüglich Anpassungen der Netzentgelte vorgenommen werden.
Die Grundlage der Kostenrechnung baut auf den Bestimmungen der 2005 verabschiedeten Stromnetzentgeltverordnung (StromNEV), bzw. Gasnetzentgeltverordnung (GasNEV) auf. Außerdem fließen bei der Bewertung der Netzkosten auch so genannte dauerhaft nicht beeinflussbare Kostenanteile ein. Das sind unter anderem gesetzliche Vorgaben, Konzessionsabgaben, Betriebssteuern, vorgelagerte Netzebenen, bestimmte Investitionen, Mehrkosten für den Betrieb von Erdkabeln, betriebliche und tarifliche Vereinbarungen zu Lohnzusatz- und Versorgungsleistungen (soweit bis zum 31. Dezember 2006 entstanden und im Netzentgeltgenehmigungsverfahren der BNetzA anerkannt), Betriebsratstätigkeit (im Falle der gesetzlichen Kostenerstattungspflicht durch den Netzbetreiber), Verfahrensregelungen für den grenzüberschreitenden Stromhandel sowie für den Zugang zu den Erdgasfernleitungsnetzen.
Ändert sich die Versorgungsaufgabe eines Netzbetreibers, können jährlich Anpassungen der Erlösobergrenzen bei der Regulierungsbehörde beantragt werden. Faktoren sind hier: Fläche des Versorgungsgebiets, Anzahl der Anschluss- bzw. Ausspeisepunkte, Jahreshöchstlast, sonstige von der Regulierungsbehörde festgelegte Parameter.
Der Effizienzvergleich, den die Bundesnetzagentur vor jeder Regulierungsperiode durchführt, ergibt sich aus den Gesamtkosten des Netzbetriebs nach Abzug der nicht beeinflussbaren Kostenanteile und Standardisierung des Kapitalkostenanteils. Dieser Effizienzwert wird in Prozent angegeben und darf 60 Prozent nicht unterschreiten. Beim Effizienzvergleich werden verschiedene gegebene Unterschiede bei den einzelnen Netzbetreibern berücksichtigt: Versorgungsaufgabe (siehe oben), geografische, geologische und topografische Merkmale, Leitungslänge.
Die Bundesnetzagentur kann bezüglich der Netzqualität Zu- oder Abschläge vornehmen. Maßgabe hierbei ist die unterbrechungsfreie und stabile Strom- und Gaslieferung.
Investitionsbudgets der Übertragungsnetzbetreiber (ÜNB) müssen von der Regulierungsbehörde anerkannt werden, sofern sie zur Netzstabilität, für die Einbindung in das nationale oder internationale Netz, für einen bedarfsgerechten (§ 11 EnWG) Ausbau, im Rahmen des Erneuerbare-Energien-Gesetzes (EEG) und des Ausbaus der Offshore-Windenergie (einschl. Erdkabel) erforderlich sind.
Auf Verlangen eines Verteilnetzbetreibers (VNB) kann zu Beginn (2009) ein pauschalisierter Investitionszuschlag gewährt werden. Dieser darf höchstens ein Prozent der standardisierten Kapitalkosten ausmachen. Die Möglichkeit eines pauschalisierten Investitionszuschlags existiert nur für die erste Regulierungsperiode (bis einschl. 2013).
Netzbetreiber mit weniger als 30.000 Strom- bzw. 15.000 Gaskunden können an einem vereinfachten Verfahren zur Ermittlung des Effizienzvergleichs teilnehmen. Für diese wird dann ein gemittelter Effizienzwert angenommen.
Im Falle von Streitigkeiten bezüglich des ermittelten Effizienzwertes ist der Netzbetreiber in der Nachweispflicht. Festgestellte Ineffizienzen müssen innerhalb einer von der Regulierungsbehörde festgelegten Frist, spätestens aber nach zehn Jahren, beseitigt werden. Anderenfalls sollen die Netzkosten nicht durch Erlöse deckbar sein.
Sind alle Daten ermittelt, wird die Erlösobergrenze in das Netzentgelt umgesetzt.

### Evaluierung und Novellierung der Anreizregulierungsverordnung
In der ARegV ist zum Stichtag 31. Dezember 2014 eine Evaluierung durch die Bundesnetzagentur vorgesehen. Die Bundesnetzagentur hat am 21. Januar 2015 dem Bundesministerium für Wirtschaft und Energie den Evaluierungsbericht übergeben. Darin sind neben Analysen des Investitionsverhaltens der Netzbetreiber auch Vorschläge zur weiteren Entwicklung der Anreizregulierung enthalten. Das Wirtschaftsministerium hat in seiner "10-Punkte-Agenda zur Energiewende"
erklärt, im Frühjahr 2015 einen Verordnungsentwurf zur Novellierung der ARegV vorzulegen. Während bei der Diskussion der Vorschläge die Bundesnetzagentur eine als "ARegV 2.0" bezeichnete Weiterentwicklung der gegenwärtigen Regelung vorschlug, wurde aus Kreisen der Netzbetreiber die "Investitionskostendifferenz" (IKD) vorgeschlagen.
Die Anfang August 2016 vom Bundeskabinett gebilligte Novelle des Anreizregulierungsverordnung berücksichtigt, dass 95 % der erneuerbaren Energie direkt in die Verteilnetze eingespeist werden, bei denen es einen Investitionsbedarf von ca. 50 Mrd. Euro gibt. Drei Viertel des notwendigen Verteilnetz-Ausbaus sind innerhalb der nächsten 10 Jahre (bis 2025) erforderlich.
Laut dem ehemaligen Staatssekretär Rainer Baake im BMWi wurden durch die Novelle diese Investitionen ermöglicht, ohne den Kosteneffizienz-Gedanken zu vernachlässigen, wobei die Verzinsung des eingesetzten Eigenkapitals derzeit weiter fällt, was investitionsmindernd wirkt.